# François Lemarchand
François Lemarchand es un antiguo ciclista francés, nacido el 2 de noviembre de 1960 en Livarot. Fue profesional de 1985 a 1997. Su hijo Romain es ciclista profesional y milita en el equipo Cofidis.

## Palmarés
1984 (como amateur)
- Paris-Mantes-en-Yvelines

1988
- 1 etapa de la Ruta del Sur

1989
- 1 etapa de la Milk Race

1990
- Tour de Vendée
- 1 etapa de los Cuatro Días de Dunkerque
- 1 etapa del Gran Premio de Midi Libre

1995
- Trío Normando (con Thierry Gouvenou y Eddy Seigneur)

## Resultados en las grandes vueltas
| Carrera         | 1985 | 1986 | 1987 | 1988 | 1989 | 1990  | 1991  | 1992  | 1993 | 1994 | 1995 | 1996 | 1997 |
| --------------- | ---- | ---- | ---- | ---- | ---- | ----- | ----- | ----- | ---- | ---- | ---- | ---- | ---- |
| Giro de Italia  | -    | -    | -    | -    | -    | 21º   | 49.º  | -     | -    | -    | -    | -    | -    |
| Tour de Francia | 81.º | 68.º | 75.º | -    | 89.º | 104.º | 101.º | 104.º | 59.º | -    | 92.º | 91.º | -    |
| Vuelta a España | 51.º | -    | 40.º | -    | -    | -     | -     | -     | -    | -    | -    | -    | -    |